# Голубев, Антон Михайлович
Антон Михайлович Голубев (род. 19 марта 1987) — российский футболист, игрок в пляжный футбол. Вратарь.

## Биография
В футбол играл на любительском уровне за петербургские команды СДЮШОР «Зенит» (2004—2005, 2006, 2007), «Алые паруса» (2005), «Коломяги-47» (2008). В 2009—2010 годах во втором дивизионе в составе мурманского «Севера» сыграл 20 матчей, пропустил 27 голов.
В пляжный футбол играл в чемпионате России за петербургские клубы IBS (2007—2008), «Кристалл» (2012). В Кубке России выступал за «Вулкан-ЦИС» (2013). В чемпионате Санкт-Петербурга играл за «Кристалл» (2011—2012), «Вулкан-ЦИС» (2013), «Петроградец» (2014).
Чемпион России 2007 года.